# Симеоновская летопись
Симео́новская ле́топись — летопись конца XV века, сохранившаяся в единственном полном списке XVI века. Открыта А. А. Шахматовым и названа им так по имени одного из владельцев рукописи — книжного редактора XVII в. Никофора Симеонова. Происходит из коллекции Феофана Прокоповича (XVIII век). Охватывает период с 6685 (1177) по 7002 (1493) годы.
По почерку установлено имя писаря — дьяка Иосифо-Волоколамского монастыря Дмитрия Лапшина, что позволило локализовать список и уточнить время его создания. Кроме того, найдены фрагменты летописи в более ранних списках.
Летопись содержит 645 листов и состоит из двух частей. Первая часть до 1391 года близка к Троицкой летописи, которая сгорела в 1812 году. Вторая часть близка к Московскому великокняжему летописному своду 1479 года и Московскому своду конца XV века, из которых также заимствованы фрагменты за 6743—6745 (1235—1237), 6747—6757 (1239—1249), 6869—16872 (1361—1364) и 6909—6916 (1401—1408) годы. Текст за 6918—6920 (1410—1412) годы дублируется по двум источникам.
Перечень князей и владык в начале Симеоновской летописи доведен до конца XV века. Имена великих князей, занимавших престол, последовательно написаны киноварью, последним из них назван внук Ивана III «Дмитрей от Алени Волошанки». Но список рязанских епископов продолжен в этом перечне до начала XVI века.
Особый интерес автора летописи к Рязани выявляется во включении нескольких специально рязанских вестей и выделении их киноварными заголовками.
В летописи сохранилось несколько рассказов о Невской битве и Ледовом побоище. Эти рассказы были заимствованы из жития (биографии) Александра Невского, написанного уже в XIII веке одним из его приближенных.